# Сражение при Сакраменто
О сражении американо-мексиканской войны см. Сражение на реке Сакраменто.
Сражение при Сакраменто (англ. Battle of Sacramento) произошло 28 декабря 1861 года в Кентукки около городка Сакраменто во время гражданской войны в США. 200 или 300 кавалеристов полковника Натана Бедфорда Форреста атаковали, окружили и разбили отряд федеральной армии численностью около 500 человек под командованием майора Эли Мюррея. Точные потери сторон в этом столкновении неизвестны, поскольку существует множество противоречивых данных. Сражение стало одним из первых в карьере Форреста в качестве кавалерийского командира, и в нём проявились тактические приёмы, которые он будет часто использовать в будущем: разделение своих сил, обход флангов, окружение, и его личное участие в кавалерийских атаках. Оно стало так же первым сражением в карьере будущего бригадного генерала Стоувпайпа Джонсона. Федеральная армия потерпела в бою сокрушительное поражение, и сражение стало известно как «Первый бой Форреста», и в настоящее время ежегодно реконструируется местными жителями.